# Dibenzotiofen
Dibenzotiofen – organiczny związek chemiczny z grupy heterocyklicznych związków aromatycznych o szkielecie węglowym fluorenu. Zawiera jeden heteroatom – siarkę. Jest to związek trójpierścieniowy, występujący w smole pogazowej.